# NGC 2535
NGC 2535位於巨蟹座，是正與NGC 2536進行交互作用中的一個無棒螺旋星系。這兩個星系被一起列在特殊星系圖集中，是螺旋星系與高表面亮度星系作用的一個例子。

## 外部連結
- Spitzer Space Telescope page on NGC 2535